# Johann Adam Wratislaw von Mitrowitz
Johann Adam Wratislaw von Mitrowtz, znany także jako Jan Adam hrabě Vratislav z Mitrovic (ur. 20 maja 1677 w Chotovinach, zm. 2 czerwca 1733 w Mödling) – czeski duchowny kościoła katolickiego, biskup ordynariusz hradecki w latach 1710–1721, a następnie litomierzycki od 1721 r., arcybiskup-nominat praski.

## Życiorys

### Młodość
Urodził się w 1677 roku jako syn Wenzela Adalberta Wratislawa von Mitrowitza, starosty powiatu bechyněńskie i Veroniki z domu Rziczan. Jego bratankiem był Johann Joseph Wratislaw von Mitrowitz, późniejszy biskup Hradec Králové. Pozostali bracia: Johann Augustin i Johann Wenzel także wstąpili do stanu duchownego.
Johann Adam Wratislaw von Mitrowitz studiował filozofię i prawo kościelne w Pradze, po czym wyruszył do Rzymu, gdzie uzyskał doktorat z filozofii w 1702 roku. W tym samym roku, 15 kwietnia został wyświęcony na księdza mimo nieposiadania wykształcenia teologicznego. W Pradze piastował godność kanonika katedralnego, a w 1703 roku został zatrudniony w miejscowej kurii arcybiskupiej. W 1707 roku objął probostwo w Starej Boleslavi. Dwa lata później został scholastykiem przy katedrze św. Wita.

### Biskup hradecki
Po śmierci ordynariusza hradeckiego, biskupa Tobiasza Johannesa Beckera został mianowany przez cesarza Józefa I Habsburga jego następcą. Prowizję od papieża Klemensa XI otrzymał 12 maja 1710 roku. Jego konsekracja biskupia miała miejsce jeszcze w tym samym roku – 14 czerwca, a głównym konsekratorem był kardynał Christian August z Saksonii-Zeitz, arcybiskup metropolita ostrzyhomski. Oficjalnie diecezję objął 8 września 1711 roku.
Podczas swoich rządów w diecezji wybudował w 1714 roku siedzibę kanoników katedralnych oraz ustanowił męczennika św. Klemensa współpatronem biskupstwa. W 1719 roku objął jeszcze probostwo w parafii Wszystkich Świętych w Pradze.

### Biskup litomierzycki
Ponadto podczas częstych nieobecności ordynariusza litomierzyckiego Hugona Franza von Königsegga-Rothenfelsa, Johann Adam Wratislaw von Mitowitz pełnił jego funkcję w zastępstwie, a po jego śmierci został przeniesiony na tamtejsze biskupstwo przez cesarza Karola VI w 1721 roku, co zostało aprobowane przez Stolicę Apostolską w tym samym roku. 3 maja 1722 roku odbył uroczysty ingres do litomierzyckiej katedry.
W Litomierzycach, gdzie cieszył się dobrą opinią wśród kleru i wiernych doprowadził do zwiększenia liczby tamtejszych kapłanów. Najważniejszym wydarzeniem w diecezji była kanonizacja Jana Nepomucena w 1729 roku, z której okazji w 1730 roku odbywały się liczne uroczystości na cześć nowego świętego, którymi osobiście kierował.

### Nominacja na arcybiskupa
W 1733 roku został wyznaczony przez cesarza na nowego arcybiskupa metropolitę praskiego. W tym celu udał się do Wiednia będąc poważnie chory. Nie doczekał jednak uzyskania zgody papieskiej, ponieważ zmarł w drodze powrotnej do Pragi w Mödling. Został pochowany w litomierzyckiej katedrze.